# والتر أوفنبيرغ
كان والتر أوفنبيرغ (بالإنجليزية: Walter Auffenberg) (6 فبراير 1928 - 17 يناير 2004) عالم أحياء أمريكي أمضى ما يقرب من 40 عامًا في البحث الميداني، ودرس علم الحفريات والزواحف والبرمائيات وعلم اللاهوت النظامي وعلم الأحياء لأنواع عديدة من الزواحف، بما في ذلك التماسيح مثل تنين كومودو.

## النشأة
ولد أوفنبيرغ في ديترويت بولاية ميشيغان عام 1928. بعد تخرجه من المدرسة الثانوية، انتقل إلى ديلاند بفلوريدا للعمل في بساتين صغيرة للحمضيات يملكهما والداه. بعد ذلك بوقت قصير، قام بالتجنيد في البحرية الأمريكية وتدريبه كقائد مستشفى في كوربوس كريستي، تكساس. بعد إقالته عاد إلى فلوريدا ودرس في جامعة ستيتسون في ديلاند وحصل على شهادة البكالوريوس في علم الحيوان في عام 1951. انتقل إلى غينزفيل، فلوريدا للحصول على شهاداته المتقدمة في جامعة فلوريدا.

## الحياة الأكاديمية
حصل أوفنبيرغ على درجة الماجستير من جامعة فلوريدا في عام 1953 بأطروحته (دراسة التباين المورفولوجي الجغرافي في الأفاعي السوداء). شغل منصبًا مؤقتًا كأمين متحف علم الحفريات الفقري في متحف تشارلستون في عام 1954 وطالب خاص في علم الحفريات في جامعة هارفارد في 1955-1956؛ وحصل على درجة الدكتوراه من جامعة فلوريدا في عام 1956. كتب أطروحته عن الثعابين الأحفورية في ولاية فلوريدا.
في عام 1959 انتقل هو وعائلته إلى بولدر، كولورادو لمساعدة مستشاره السابق أرنولد جروبمان، لبدء برنامج مناهج العلوم البيولوجية المبتكرة والشعبية (BSCS). بعد قضاء الوقت في هذا المجال، عاد أوفنبيرغ إلى غينزفيل في فلوريدا، جامعة فلوريدا في عام 1963 ليتولى رئاسة قسم العلوم الطبيعية ومنسق علم الأعشاب في متحف فلوريدا للتاريخ الطبيعي (ثم متحف ولاية فلوريدا). بقي رئيسا حتى عام 1971 عندما تنحى للتركيز على البحوث.
تقاعد أوفنبيرغ كمنسق للأعشاب في عام 1991 وعين أستاذاً.
في عام 1969 انتقل هو وعائلته إلى جزيرة كومودو لمدة 11 شهرًا حيث كان بإمكانه دراسة تنين كومودو في بيئته الطبيعية. أثناء إقامتهم تمكن أوفنبيرغ وعائلته ومساعدته بورتا ساستراوان من الإمساك بأكثر من 50 من تنانين كومودو ووضعوا علامات عليها. سيثبت البحث الذي أجرته بعثة أوفنبيرغ أنه مؤثر في الانتشار المستقبلي لتنين كومودو.
ألف أوفنبيرغ أكثر من 130 كتابًا وورقة خلال حياته، بما في ذلك عمله حول الزواحف الباكستانية التي أنتجت واحدة من أكبر مجموعات العالم من الزواحف والبرمائيات في باكستان. يشتهر بالبيئة السلوكية لمراقب كومودو في عام 1981، وحصل على جائزة أفضل كتاب للحياة البرية من جمعية الحياة البرية. تم تسمية العديد من الأنواع الحية والحفرية بما في ذلك شاشة الطاووس (Varanus auffenbergi) باسمه. التقدم في مونيتور ريسيرش 2، وقائع ندوة حول سحالي الشاشة التي عقدت في عام 1997، مكرسة لأوفنبيرغ «تقديراً لمساهماته البارزة في مراقبة بيولوجيا السحلية».

## كتب
- Auffenberg, Walter (1981). The Behavioral Ecology of the Komodo Monitor. Gainesville: University Presses of Florida, A University of Florida Book. ص. 406. ISBN:0-8130-0621-X.  Auffenberg, Walter (1981). The Behavioral Ecology of the Komodo Monitor. Gainesville: University Presses of Florida, A University of Florida Book. ص. 406. ISBN:0-8130-0621-X.  Auffenberg, Walter (1981). The Behavioral Ecology of the Komodo Monitor. Gainesville: University Presses of Florida, A University of Florida Book. ص. 406. ISBN:0-8130-0621-X.
- Auffenberg، Walter (1988). Gray's Monitor Lizard. Gainesville: University Presses of Florida, University of Florida Press. ص. 419. ISBN:0-8130-0841-7.  Auffenberg، Walter (1988). Gray's Monitor Lizard. Gainesville: University Presses of Florida, University of Florida Press. ص. 419. ISBN:0-8130-0841-7.  Auffenberg، Walter (1988). Gray's Monitor Lizard. Gainesville: University Presses of Florida, University of Florida Press. ص. 419. ISBN:0-8130-0841-7.
- Auffenberg، Walter (1994). The Bengal Monitor. Gainesville: University Press of Florida. ص. 494. ISBN:0-8130-1295-3.  Auffenberg، Walter (1994). The Bengal Monitor. Gainesville: University Press of Florida. ص. 494. ISBN:0-8130-1295-3.  Auffenberg، Walter (1994). The Bengal Monitor. Gainesville: University Press of Florida. ص. 494. ISBN:0-8130-1295-3.